# Kakameg
Kakameg (Kakamega poliothorax) är en fågel i familjen fläckhakar inom ordningen tättingar.

## Utseende och läte
Kakamegen är en udda trastliknande fågel, med bjärt rostbrun ovansida och grå undersida. Den liknar lövtimalior, men skiljer sig genom helgrått under och mer färgladd ovan. Sången består av en vacker serie med avnupna visslingar. Även en snabb ramsa med uppjagade ”jray” kan höras.

## Utbredning och systematik
Kakameg placeras som enda art i släktet Kakamega. Fågelns utbredningsområde är i sydöstra Nigeria till södra Kamerun, östra Demokratiska republiken Kongo och västra Kenya samt på ön Bioko i Guineabukten. Den behandlas som monotypisk, det vill säga att den inte delas in i några underarter.

### Familjetillhörighet
Fågeln placerades tidigare bland timaliorna och har även spekulerats vara en del av trastarna. Idag förs den istället till den nybildade familjen fläckhakar (Modulatricidae) tillsammans med fläckhake (Arcanator orostruthus) och prickhake (Modulatrix stictigula). DNA-studier visar att de är nära släkt med sockerfåglarna (Promeropidae) och vissa taxonomiska auktoriteter för dem istället dit. Dessa familjer utgör tillsammans en egen utvecklingslinje som är systergrupp till familjer som ärlor, astrilder, finkar och fältsparvar, alltså ej alls närbesläktade med vare sig timalior eller trastar. 

## Levnadssätt
Kakamegen hittas i undervegetation i bergsskogar, ofta i täta och fuktiga områden. Den följer ibland svärmande myror. Fågeln är generellt mycket skygg och svår att få syn på.

## Status och hot
Arten har ett stort utbredningsområde men tros minska i antal till följd av habitatförstörelse och fragmentering, dock inte tillräckligt kraftigt för att den ska betraktas som hotad. Internationella naturvårdsunionen IUCN kategoriserar därför arten som livskraftig (LC). Världspopulationen har inte uppskattats men den beskrivs som fåtalig till vanlig.

## Namn
Kakameg är en försvenskning av släktesnamnet Kakamega, som i sin tur är namnet på ett skogsområde i västra Kenya.